# Aufidus wagneri
Aufidus wagneri är en insektsart som beskrevs av Victor Lallemand 1931. Aufidus wagneri ingår i släktet Aufidus och familjen spottstritar. Inga underarter finns listade i Catalogue of Life.